# Дело Хилснера
Дело Хилснера (Процесс Хилснера, Гилснериада, чеш. Hilsneriáda) — серия судебных процессов в австро-венгерской Богемии в 1899—1900 годах против еврея Леопольда Хилснера по обвинению в убийствах. В тогдашнем общественном мнении сложилась версия, что произошли ритуальные убийства. Против этой версии публично выступал будущий президент Томаш Гарриг Масарик. Дело стало крупнейшим проявлением антисемитизма в обществе на территории Чехии в конце XIX и начале XX века.

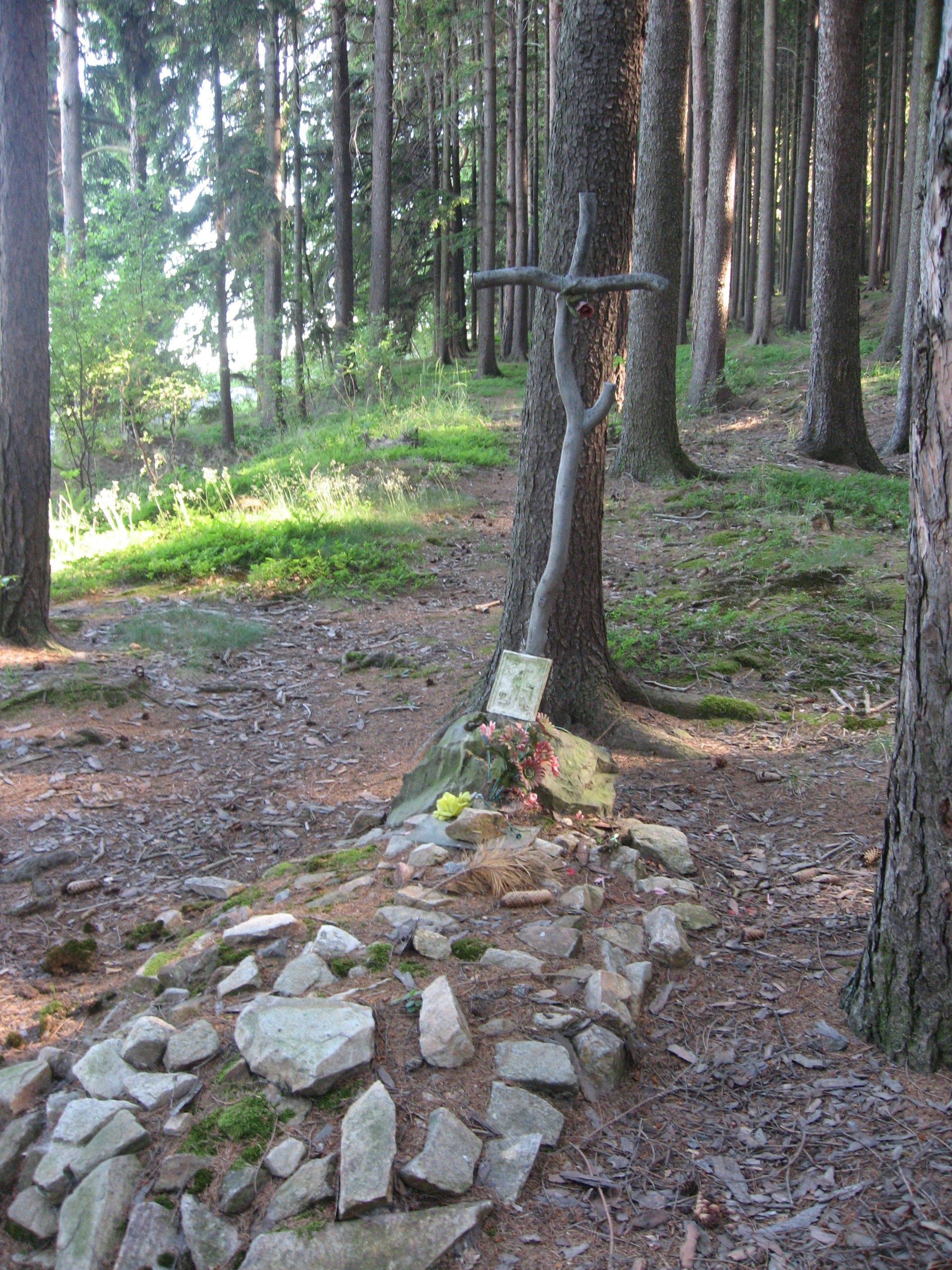
Символическая могила Анежки Грузовой около Польны (фото 2007 г.)

## История

### Убийство и расследование
Анежка Грузова (чеш. Anežka Hrůzová, родилась 16 апреля 1879 г.) была девятнадцатилетней чешской девушкой-католичкой, жившая в деревне Вьежничка в трёх километрах от города Польны, где работала швеёй и ежедневно ходила туда на работу.
В среду, 29 марта 1899 года, во второй половине дня она ушла с работы и как обычно пошла по тропинке у Бржезинского леса в сторону своей деревни. Домой не вернулась. Через три дня, 1 апреля, её тело обнаружили лесных кустах — с перерезанным горлом и разодранной одеждой; рядом была лужа крови, следы крови были на камнях, на остатках её одежды, а на шее — верёвка, которой она предположительно была удавлена или за которую уже мёртвое тело дотащили до того места, где оно было найдено. Несмотря на то, что её одежда была разорвана, следов изнасилования обнаружено не было — разрыва девственной плевы у неё обнаружено не было. Причиной смерти стала потеря крови. Несколько следов были уничтожены скоплением людей при обнаружении тела. Тело было похоронено 4 апреля 1899 года на кладбище близ церкви Святой Барбары в Польно, при большом собрании публики.
Суеверие о ритуальном убийстве

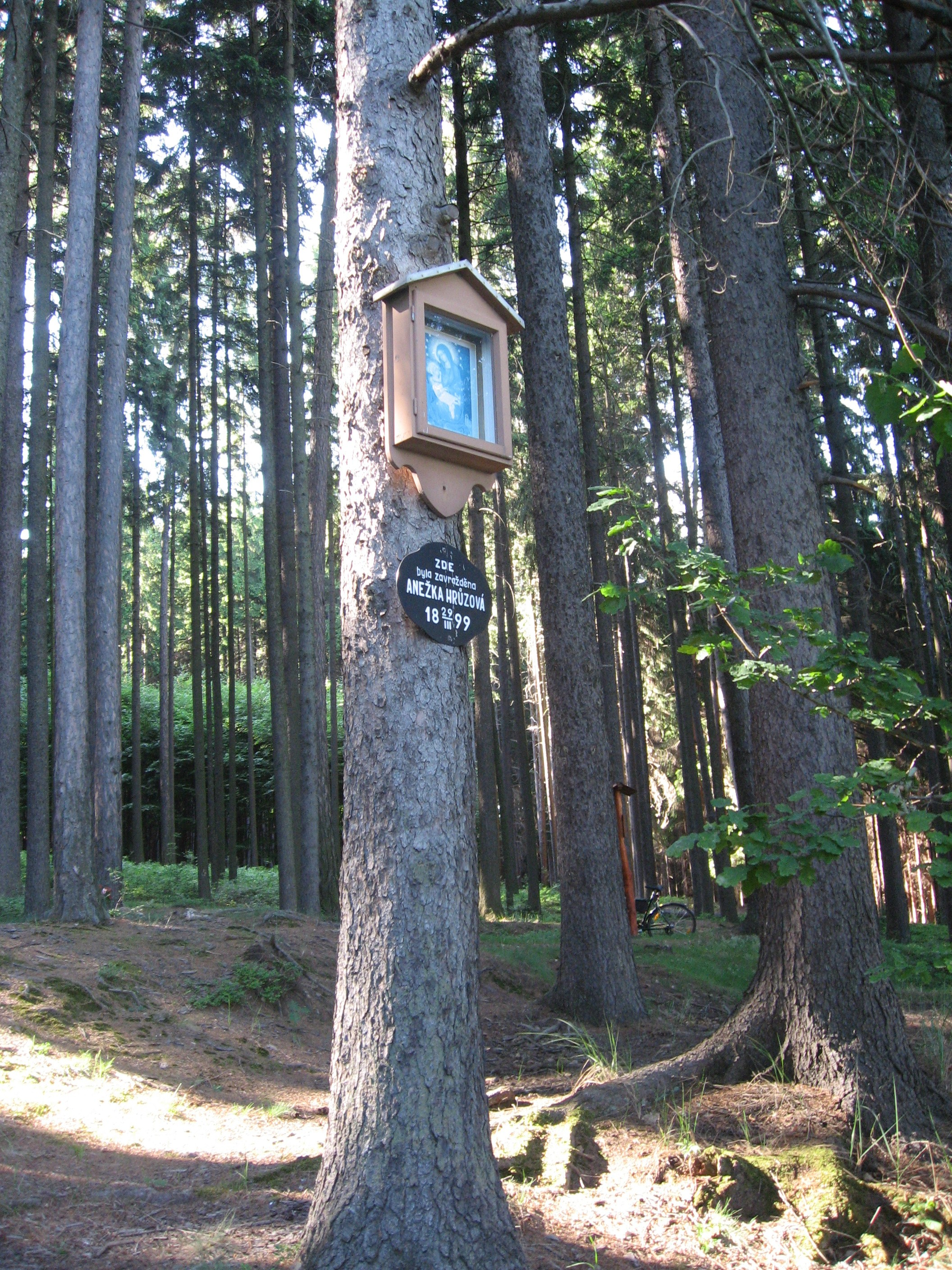
Место, где была убита Анежка Грузова

В связи с тем, что тело было найдено утром в Великую субботу, 1 апреля, школьниками в ходе поисковой операции, и Пасха того года пришлась на окончание еврейского праздника Песах, существовало предположение, что Анежка Грузова стала жертвой ритуального убийства, основанного на средневековом суеверии. В случае с Анежкой Грузовой предположение возникло из-за спонтанной реакции на месте находки, когда жандарм Кленовец сказал: «Ведь она зарезана как скотина!». В ответ на это кто-то сказал «Она недостаточно кошерна!», имея в виду Шхиту, широко известную в Польне, при котором животное режут «кошерным» ножом и обескровливают, чтобы мясо соответствовало религиозным «кошерным» качествам. Это предположение, частично подтверждалось отчётом о вскрытии, в котором утверждалось: «смерть наступила в результате полного обескровливания, но количество свернувшейся крови, обнаруженное на месте происшествия, не соответствовало тому, сколько она, должно быть, потеряла».
Подозрение полиции в первую очередь пало на четырёх бродяг, которых видели в тот день в окрестностях этого леса. Среди них был Леопольд Хилснер — 23-летний еврей, не большого ума, всю жизнь занимавшийся бродяжничеством и попрошайничеством. В последнее время его часто видели в том лесу. Обыск в его доме ни к чему не привёл. Сам он утверждал, что покинул то место задолго до того времени, когда могло быть совершено убийство, но не мог предоставить надёжного алиби.

### Первый суд
Хилснера арестовали, и 12 сентября начался суд в городе Кутна-Гора. Дело привлекло огромное вниманию тогдашних средств массовой информации, зрители даже не поместились в зал суда и ждали под окнами суда приговора, а обвиняемый предстал перед большой аудиторией, убеждённой в виновности Хилснера. В состав судебной коллегии входили председатель коллегии Судебного совета Йозеф Ежек и судебные советники Франтишек Будецио и Вацлав Пешек. Вину подсудимого оценивала коллегия присяжных из двенадцати человек, в состав которой входили: Вацлав Ванчура, крестьянин из Врд, Йозеф Миколашек, мельник из Тушице, Эмиль Явурек, купец из Кутной Горы, Франтишек Елинек, фермер из Малина, Вацлав Рунчик, лесник из Грабешина, Томаш Упека, фабричный рабочий из Кутной Горы, Вацлав Вондра, крестьянин из Мочовице, Франтишек Прокеш, мельник из Младотиц, Франтишек Мюллер, администратор из Жлеб, Йозеф Грубый из Елени, барон, императорский камергер и крупный землевладелец из Червены Печек и Франтишек Штерба, химик из Печек, в качестве замены также Антонин Угер, крестьянин из Врбчан и Франтишек Моравец, крестьянин из Горжан. Важную роль в процессе сыграл законный представитель семьи убитой, депутат-националист, радикал и адвокат Карел Бакса. Представителем обвинения был Антонин Шнайдер-Свобода. Защитником Хилснера был адвокат Зденек Ауредничек.

Литография, посвящённая процессу Хилснера

Хилснер отрицал всякую причастность к преступлению. Единственной уликой против него было обнаруженное на его брюках пятно, которое, по заключению химиков-экспертов, могло быть кровью; в момент задержания одежда его была влажной, и вроде бы он пытался отстирать её. Один свидетель заявил, что видел его в этом месте в тот самый день на расстоянии 600—700 м в компании с двумя незнакомыми евреями. Другой свидетель сообщил, что видел его 29 марта шедшим оттуда, причём он выглядел взбудораженным. Как окружной прокурор, так и адвокат Карел Бакса, представлявший интересы семьи Грузовой, в один голос заявили о ритуальном убийстве. Было признано, что Хилснер был слишком слаб физически, чтобы совершить преступление самостоятельно. Таким образом, его судили за соучастие в убийстве, при том что остальные предполагаемые участники были неизвестны и не было предпринято попыток их найти и привлечь к ответственности. На основании косвенных улик Хилснер был приговорен к смертной казни как соучастие в убийстве.
20 сентября 1899 года, через несколько дней после первого судебного процесса, сокамерники напугали Хилснера: показав на работавших во дворе тюрьмы плотников, они сказали, что те сооружают для него виселицу. На следствии Хилснер показал на Йошуа Эрбманна и Соломона Вассерманна, что те якобы помогали ему. 29 сентября он заявил, что его показания ложны. 7 октября он снова подтвердил показания, но 20 ноября опять отказался от них. К счастью для оговорённых, у тех оказались надёжные алиби: одного из них в тот день видели в богадельнях в Моравии, и, соответственно, он не мог оказаться в Польне, а другой вообще был в тюрьме.
Профессор Томаш Масарик был одним из немногих, кто публично встал на защиту Хилснера, назвав ритуальное убийство суеверием и назвав подоплеку судебного процесса антисемитской, чем он и заслужил общественную критику. Он обратился в Верховный и кассационный суд Цислейтании с предложением перенести новый процесс в Писек, чтобы избежать запугивания присяжных и воздействия политической агитации. После его протестов против приговора и на основании других заключений экспертов приговор был отменен 25 апреля 1900 года, и дело было возвращено на новое рассмотрение в суд Писека. За это Масарика раскритиковали чешские средства массовой информации, его осудили публичные фигуры общества и значительная части его студентов. Однако, его беспокоил не столько сама судьба Хилснера, о котором он отзывался довольно презрительно, сколько то, чтобы весь случай не воспринимался как ритуальное убийство.

### Второй суд
Между тем Хилснер был обвинён в другом убийстве. Служанка Мария Климова пропала ещё 17 июля 1898 года; 27 октября 1899 года в том же лесу, где была убита Анежка Грузова, были найдены останки женщины, которые с высокой вероятностью принадлежали пропавшей девушке. Тело так плохо сохранилось, что невозможно было определить причину смерти, но Хилснеру приписали и это убийство и с 25 октября по 14 ноября 1900 года его судили в Писеке за два убийства. На этом суде свидетели давали более чёткие показания. Те, кто на первом процессе упоминал о ноже, который видели у Хилснера, теперь уверенно заявляли, что это был нож, используемый резниками (шохетами) для забоя животных. Внешность незнакомых евреев, в компании которых якобы видели Хилснера, описывалась с бо́льшими и бо́льшими подробностями. Когда на втором судебном заседании свидетелям предъявили показания, сделанные ими на первом заседании, те сказали, что либо они были в смятении, либо их показания были неверно записаны.
Вердикт суда провозгласил виновность Хилснера в убийстве Анежки Грузовой и Марии Климовой. 14 ноября 1900 года он был приговорён к смертной казни. Однако в приговорах говорилось, что мотив убийства был не религиозным, а сексуальным (хотя, согласно имеющимся в распоряжении суда медицинским заключениям, Хилснер не страдал никакими сексуальными отклонениями).

### После приговора
Смертный приговор был указом императора Франц Иосиф I, заменён на пожизненное заключение. Приговор Хилснер отбывал в пражской тюрьме Панкрац. За пол год до конца Первой мировой войны и распада империи, 24 марта 1918 года, Хилснер был помилован указом австрийского императора Карла I. После чего провёл остаток своей жизни в Велком Мезиржичи, Праге и Вене, а скончался 9 января 1928 года в Вене в возрасте 51 года. Его виновность или невиновность в убийстве Анежки Грузовой так и не была установлена.